# 진수런

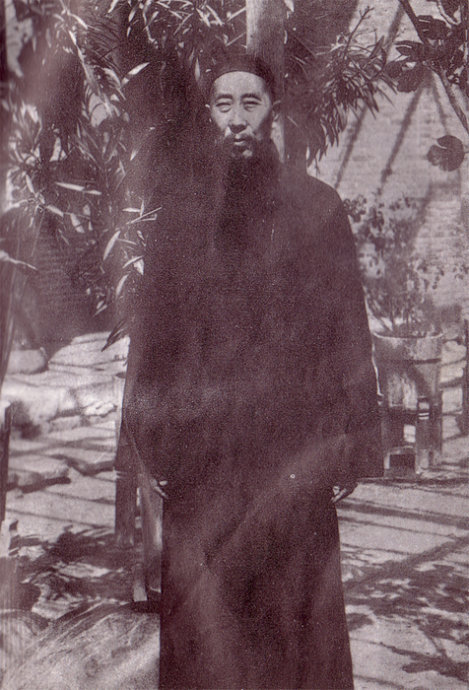

진수런(중국어 번체: 金樹仁, 중국어 간체: 金树仁, 병음: Jīn Shùren, Wade–Giles: Chin Shu-jen, c. 1883–1941)은 1928년부터 1933년까지 신장 자치구 총독을 역임한 중국 신장 파벌 군벌이었다.

## 생애
진수런은 간쑤성 허저우시 융징현에서 태어났다. 간쑤 성립학교를 졸업하고 성 사범학교 교장을 역임했다. 그는 황실 공무원에 입대하여 당시 허저우 지방 행정관이었던 양젠신의 주목을 받았다. 1908년 양젠신이 신장성의 주지사로 임명되었을 때 진수런은 그를 따라 현/구 행정관이 되었다. 1911년 청나라가 무너진 후, 진은 신장에 대한 양젠신의 절대 통치 기간 동안 순위를 올렸다. 1927년 그는 우루무치 지방 민정위원으로 임명되어 1928년 7월 양젠신이 암살될 때까지 재직했다.
양젠신의 직책을 맡은 진은 난징에 전보를 보내 국민당이 자신의 새 직책을 인정해 줄 것을 요청했다. 국민당은 어쩔 수 없이 진수런을 새로운 도지사로 인정할 수밖에 없었지만, 새 용어로 도지사, 군지사 직함을 지녔던 전임 양씨와 달리 도주석, 총사령관으로 인정했다.
진수런은 집권 직후 비밀경찰 증원, 군경 봉급 2배 인상, 새 군복 도입 등 권력 강화 조치를 취했다. 군대는 나중에 확장되었고 새로운 무기가 획득되었다. 행정 제도는 거의 바뀌지 않았고 진수런은 전임자의 친척과 동포를 임명하는 관행을 따랐다. 그 후 전 윈난 관리인 한족과 후이족은 간쑤, 특히 진수런의 고향인 허저우 지역에서 한족으로 대체되었다.
진수런은 양젠신의 내부 감시 및 검열 시스템을 확장했다. 비밀 경찰과 일반 경찰의 역량을 강화하는 것 외에도 그는 내부 여행을 더 잘 통제할 수 있는 내부 여권을 도입하여 내부 보안을 강화하고 행정부에 추가 수입원을 제공했다. 주 밖으로 여행하는 것은 거의 불가능해졌다.
1932년, 프랑스 황하 원정대가 신장을 통과했다. 진수런의 지방 당국은 그들의 진격을 방해했다. 약 반년 동안 진의 신장 통치는 부패, 억압, 분열로 인한 분쟁으로 특징지어졌다. 갈등이 심화되어 그의 정권과 결국 그의 몰락에 대한 수많은 폭동이 발생했다. 진은 재분배를 위해 지역 토지를 압수했지만 이 땅을 개인 동료들에게 주었다. 1933년 4월 진수런의 백계 러시아군(귀화군, 归化军)은 신장에서 반란을 조장했으며 그의 통치를 끝내고 그를 소련으로 피신시켰다. 그는 성스차이가 계승했다.
진수런은 승인 없이 소련과 무기 조약을 체결했을 때 국민당(KMT)의 분노를 샀다. 퉁간 후이족의 장군 마중잉은 KMT와 동맹을 맺었고 그의 군대는 NRA(National Revolutionary Army)의 36 사단이 되었다. 마중잉은 진수런을 전복하라는 명령을 받았다. 그러나 진수런은 제1차 우루무치 전투(1933) 이후 파벨 파펜구트 대령 휘하의 백계 러시아군에 의해 전복되었다. 1933년 10월 중국으로 돌아온 그는 국민당에 체포되어 1935년 3월 재판에 회부되어 3년 6개월 형을 선고받았다. 그러나 국민당은 1935년 10월 10일 그를 사면했고 그는 다음날 감옥에서 풀려났다.

## 참고문헌
- Forbes, Andrew D. W. (1986). 《Warlords and Muslims in Chinese Central Asia: A Political History of Republican Sinkiang 1911–1949》. Cambridge, England: Cambridge University Press. ISBN 9780521255141.
- Starr, S. Frederick (2015). 《Xinjiang: China's Muslim Borderland》. Abingdon-on-Thames: Routledge. ISBN 9781317451372.